# Vildmarksbad
Et vildmarksbad er et stort badkar eller lille swimmingpool beregnet til udendørs brug for flere personer og oftest opvarmet med brændeovn.
Vildmarksbadet er oftest lavet som en stor trætønde med en diameter på omkring to meter, en højde på en meter og med siddepladser.
Brændeovnen kan være indbygget eller stå ved siden af med fra- og tilløb.
Et vildmarksbad uden brændeovn omtales som et "koldt vildmarksbad".
Vildmarksbadet ses ofte med en lille trappe til indstigning og med låg til at dække over poolen.
Vildmarksbade anvende sædvanligvis ikke til vask, men til rekreativ velvære.
I Danmark sælges vildmarksbade sælges kommercielt. Vildmarksbade kan også lejes og kommer da oftest på en anhænger.
I Danmark er brugen af vildmarksbade øjensynligt reguleret af Afbrændingsbekendtgørelsen selvom vildmarksbade ikke er udtrykkeligt nævnt.